# José Manuel Meza y Donayre
José Manuel Meza y Donayre fue un político peruano. Entre 1823 y 1824 fue alcalde de Nazca que entonces era una villa dentro de la provincia de Ica y en los años 1830 fue subprefecto de esta provincia que aún pertenecía al departamento de Lima.
En representación de la entonces provincia limeña de Ica, fue uno de los sesenta y cinco diputados electos en 1825 por la Corte Suprema y convocados para aprobar la Constitución Vitalicia del dictador Simón Bolívar. Sin embargo, a pesar de que dicho congreso estuvo convocado, el mismo decidió no asumir ningún tipo de atribuciones y no llegó a entrar en funciones.